# Ohilimia
Ohilimia is een geslacht van spinnen uit de familie springspinnen (Salticidae).

## Soorten
De volgende soorten zijn bij het geslacht ingedeeld:
- Ohilimia albomaculata (Thorell, 1881)
- Ohilimia laensis Gardzińska & Patoleta, 2010
- Ohilimia scutellata (Kritscher, 1959)